# Sparterie
Als Sparterie (französisch) oder Sparterieware wird ein aus Holzspänen oder Bastfasern gefertigtes Gewebe bezeichnet. Sparterie findet vor allem bei der Hutherstellung Verwendung. Der Begriff schließt die Herstellung von Produkten aus weiteren harten Fasern mit ein, insbesondere aus Kokosnuss, Sisal (Agave), Jute und Brombeere. Die Technik selbst geht mindestens bis auf die Jungsteinzeit zurück.
Im Jahr 1880 hieß es über das Sparterieweben: „Die Handhabung erfordert große Geschicklichkeit und Aufmerksamkeit seitens des Mannes, der sie ausübt; er muß genau die Lage der Holzfaser beobachten und ihr mit seinem Theiler folgen; dies ist einer der Gründe, weshalb diese Industrie stets durch die Hand ausgeübt werden muß, nie Maschinenindustrie werden kann.“ Auch im Jahr 1955 wurden die für die Damenhutherstellung verwendeten Spanholzplatten noch auf einem Handwebstuhl hergestellt.

## Geschichte, Herstellung

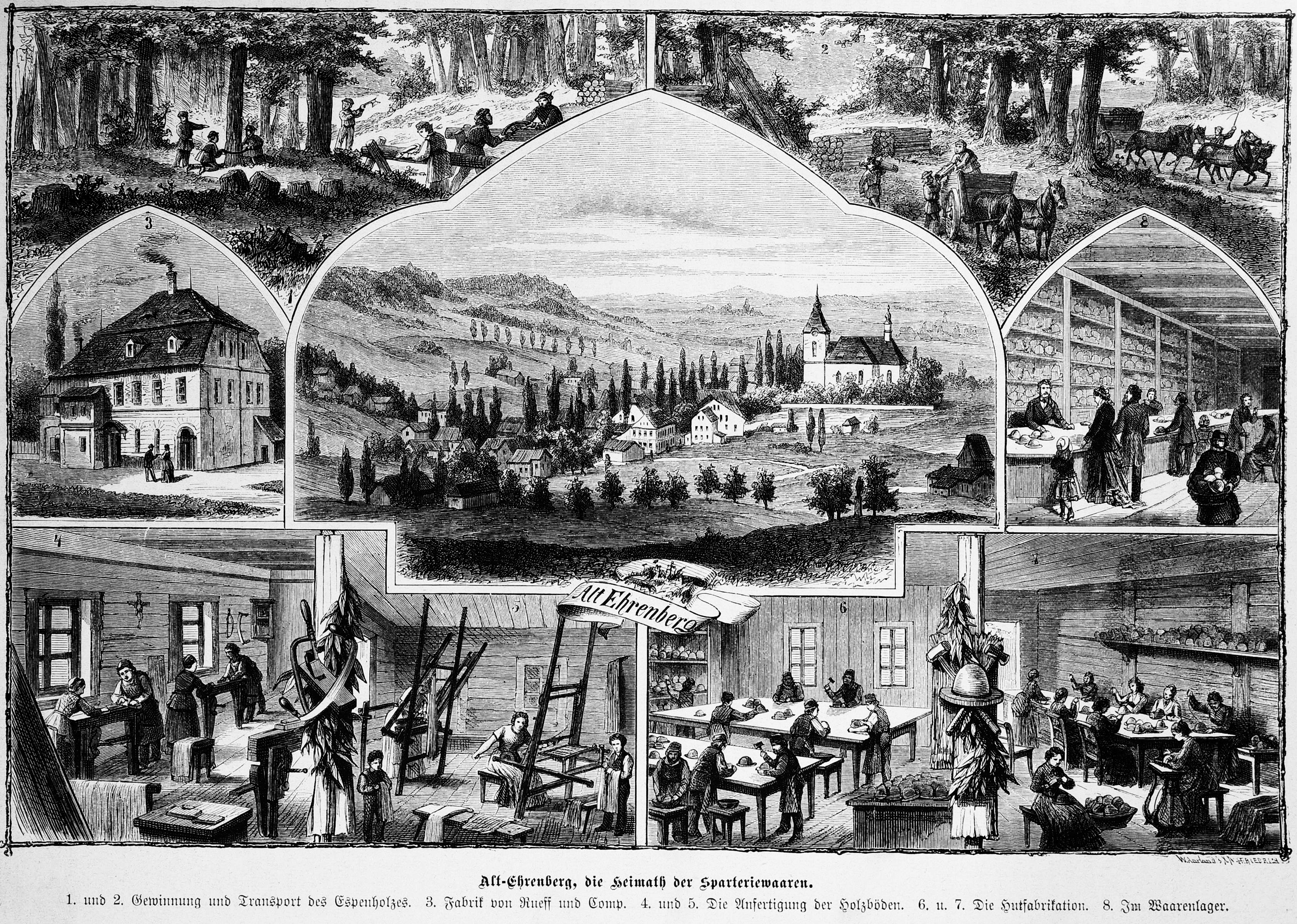
„Alt-Ehrenberg, die Heimath der Sparteriewaaren“
1. und 2. Gewinnung und Transport des Espenholzes.
3. Fabrik von Rueff und Comp.
4. und 5. Die Anfertigung der Holzböden.
6. u. 7. Die Hutfabrikation.
8. Im Waarenlager.
In: Die Sparteriewaaren-Erzeugung, Die Gartenlaube, 1880, Heft 9.

Ein Zentrum der europäischen Sparteriewarenherstellung war um 1880 der Ort Alt-Ehrenberg, heute Staré Křečany, im nördlichen Böhmen. Ehrenberg, in Ober-, Nieder-, Alt- und Neu-Ehrenberg zerfallend, zählte zusammen über sechstausend Einwohner. Die Ursprünge dieses Gewerbes dort lagen damals bereits über einhundert Jahre zurück. Das Handwerk hatte sich in Ehrenberg nicht weiterentwickelt, man fertigte bis dahin „nichts als ein einfaches Gewebe aus Holz, die sogenannten »Holzböden«“.

„Diese Böden werden aus feinen Fäden, nicht stärker als Briefpapier und je nach Bedarf ein bis fünf Millimeter breit, gewebt, und zwar bedarf es, um solche feine Fäden in der Länge von einem Meter bis zu einem Meter und dreißig Centimeter herzustellen, eines Holzes, das mit Zähigkeit Weichheit verbindet, welche Eigenschaften nur das Holz der Espe besitzt. Dieser früher auch in Böhmen heimische Baum ist dort nahezu völlig verschwunden; wenigstens sind keine Bestände desselben mehr vorhanden, welche dem Bedarf auch nur einigermaßen genügen könnten, weshalb letzterer heute aus Russisch-Polen gedeckt werden muß. Die Beschaffung des Rohmaterials für die Sparterie, des Espenholzes, ist darum ebenso mühselig wie kostspielig. Zu zwei Malen im Jahre, im Frühjahr und Herbst, reisen die Holzhändler nach Polen, dort die benöthigten Vorräthe zu beschaffen; es müssen zum Schlagen diese Jahreszeiten benutzt werden, da nur Holz von solchen Bäumen sofort zur Verwendung gelangen kann, in die der Saft noch nicht trat, oder aus denen er schon wieder ausgetreten ist; im Sommer geschlagenes Holz muß, ehe es verarbeitet werden kann, ein Jahr im Wasser liegen, weil es sonst roth und damit unbrauchbar wird. Auch ist nur solches Holz für die Sparterie geeignet, das ganz fehlerfrei ist; der geringste Fehler, ein für den Nichtkenner kaum bemerkbares Abweichen im Wachsthum, macht die aus solchem Holz gewonnenen Fäden für die Weberei unbrauchbar. Dies bedingt aber, daß mit der Holzgewinnung eine starke Abholzung verbunden ist; aus hundert Stämmen werden durchschnittlich nur sechs bis acht Klaftern Holz gewonnen. Hieran knüpfte man vielseitig die Befürchtung, es werde mit der Zeit gänzlicher Mangel an Rohmaterial eintreten; Fachmänner theilen diese Befürchtung indessen nicht, einestheils im Hinblick auf die riesenhaften Bestände, welche in Polen noch vorhanden sind, anderntheils, weil die Espe sehr rasch nachwächst und sich somit die abgeholzten Bestände bald von Neuem bewaldet haben. Und gerade dieses rasche Wachsthum der Espe ist es, was sie für die Sparterie verwendbar macht, denn durch dasselbe sind die Fasern gradliniger, als dies bei anderen Baumarten der Fall ist.
Das Holz wird nun derart verarbeitet, daß die nach der Faser gespaltenen Stücke von, wie bereits erwähnt, 1 Meter bis 1 Meter 30 Centimeter Länge zu Gevierten von 6 Centimeter Breitenfläche abgehobelt werden; ist die Fläche ganz glatt, dann wird der sogenannte Theiler angesetzt. Der Theiler ist eine Art Hobel, der jedoch statt des glatten Hobeleisens eine Anzahl feiner Messerklingen, 20 bis 30, je nachdem der Faden 1 oder 5 Millimeter breit werden soll, besitzt. Die Handhabung erfordert große Geschicklichkeit und Aufmerksamkeit seitens des Mannes, der sie ausübt; er muß genau die Lage der Holzfaser beobachten und ihr mit seinem Theiler folgen; dies ist einer der Gründe, weshalb diese Industrie stets durch die Hand ausgeübt werden muß, nie Maschinenindustrie werden kann. Die vom Theiler in's Holz gezogenen Längsschnitte sind etwa 5 Millimeter tief. Ist der Mann damit fertig, so legt er den Theiler zur Seite und nimmt den Hobel zur Hand, mit dem er von der Holzfläche feine Streifen abhobelt, welche von einer am Fußende der Hobelbank stehenden weiblichen Person aufgefangen und geschwenkt werden, um etwa schadhafte Fäden abzusondern; der Abfall an Fäden ist, trotz aller Sorgfalt bei Auswahl des Holzes und bei ihrer Herstellung, doch ziemlich stark.
Die nun fertigen Fäden werden, ehe sie verwebt werden können, je zu zweien an einem Ende zusammengeknüpft; es ist dies Kinderarbeit, und werden in Ehrenberg die Kleinen vom vierten Jahre an damit beschäftigt. Das Kind bekommt für Knüpfen des Materials zu einem Schock Platten – zu jeder Platte sind 300 bis 400 Fäden nöthig – 60 Kreuzer, verdient per Tag 20 Kreuzer. Die Fäden können nun sofort gewebt werden, was zumeist durch weibliche Personen auf einem Webstuhle geschieht, der sich von den sonst üblichen Webstühlen wesentlich unterscheidet. Der Kürze des Materials halber kann dieses nicht aufgebäumt werden, sondern wird auf einen Rahmen gespannt; längere Fäden bilden die Kette, kürzere, 70 bis 80 Centimeter lang, den Einschuß. Das Einlegen des Einschusses geschieht unter Zuhülfenahme eines Stäbchens, das an einem Ende mit einem Oehr versehen ist; mit diesem Stäbchen zieht der Webende den Faden durch die Kette, während die übrige Manipulation der beim gewöhnlichen Weben in Anwendung gebrachten entspricht; nur werden etwaige Muster durch kleine Drahtstiftchen hervorgebracht, welche sich in der Lade befinden; die Verschiebung erzeugt das Muster.
Somit ist das, worin bis vor wenigen Jahren die Sparteriewaarenerzeugung Ehrenbergs bestand, der sogenannte Holzboden, fertig; allerdings wurden auch früher schon aus diesen Holzböden Mützen und Hüte erzeugt, diese aber waren so einfach wie möglich, in der Form ohne jeden Geschmack; ihre Ausführung war nichts weniger als sauber, und da sie geleimt waren, hatte es ihr Träger bei Regenwetter, oder wenn er schwitzte, mit sehr unangenehmen Folgen zu thun, und dies brachte es mit sich, daß die Hüte und Mützen, welche per Dutzend 75 Kreuzer, respective l Gulden 20 Kreuzer kosteten, nur unter den niedersten Volksclassen Abnehmer fanden.“

Ein wesentlicher Grund für das Verharren auf veralteten Techniken war das restriktive Verhalten des Handels, der mit vielerlei Maßnahmen und Einschränkungen den Verdienst der Sparterieweber auf niedrigstem Niveau hielt. Versuche, das Gewerbe auch an anderen Orten einzuführen mussten deshalb scheitern, die Produktion in Ehrenberg war durch Selbstausbeutung und Kinderarbeit konkurrenzlos billig.

## Weiterverarbeitung
Um 1955 waren Holzspanplatten auch mit einem Gazeüberzug im Handel. Für die Hutverarbeitung mussten sie stets leicht feucht gehalten werden. Sparterie lässt sich verschieden, das heißt nach Schnittmuster oder durch Ausnutzung der Schräge verarbeiten. Wulst-, Hohl-, Roll oder schmalere Doppelkrempen werden aus dem schräg geschnittenen Stoff hergestellt. Durch Strecken und Einhalten lässt es sich dann in die verschiedensten Formen bringen. Holzspanplatten lassen sich gut als Untermaterial für Stoff-, Seiden- oder Samthüte verwenden.